# Pachymelus reichardti
Pachymelus reichardti là một loài Hymenoptera trong họ Apidae. Loài này được Stadelmann mô tả khoa học năm 1898.